# Naattupurapaattu
Le Naattupurapaattu est une forme de musique folklorique tamoule.
Le Tamil Nadu possède une forme de musique folklorique très ancienne et riche, dont une partie disparait du fait de l'importance donnée à la musique carnatique ainsi qu'à la montée croissante de la pop music issue des films.
Quelques-uns des chanteurs de folk music les plus connus aujourd'hui sont le Dr Vijayalakshmi Navaneethakrishnan (en), Anitha Kuppusamy (en) et Pushpavanam Kuppusamy (en), ainsi que Chinnaponnu (en) et Paravai Muniyamma (en).

## Source
- Naattupurapaattu dans le wikipédia anglais.